# Diachasmimorpha fullawayi
Diachasmimorpha fullawayi is een insect dat behoort tot de orde vliesvleugeligen (Hymenoptera) en de familie van de schildwespen (Braconidae). De wetenschappelijke naam van de soort werd voor het eerst geldig gepubliceerd door Silvestri in 1912.